# Ягунов, Сергей Алексеевич
Сергей Алексеевич Ягунов (1893 ― 1959) ― российский и советский учёный, специалист по лечебной физкультуре, доктор медицинских наук, профессор, заведующий кафедрой лечебной физической культуры и врачебного контроля Государственного института физической культуры им. П. Ф. Лесгафта, директор НИИ акушерства и гинекологии (1943-1950 гг.), член-корреспондент АМН СССР (1948), полковник медицинской службы.

## Биография
Родился 20 октября 1893 года.
В 1919 году завершил обучение в Военно-медицинской академии. С 1922 года находился в рядах Красной Армии.
С 1922 по 1923 годы практиковал врачом-акушером в участковой больнице под Петроградом. С 1923 по 1926 годы работал в должности заведующего антропофизиологической лабораторией по изучению физиологии детского возраста Института физической культуры. С 1926 по 1950 годы являлся руководителем отделения физиотерапии и лечебной физической культуры в НИИ акушерства и гинекологии. Одновременно с 1939 по 1941 годы занимал должность заместителя директора научно-исследовательского института по научной части. С 1943 по 1950 годы исполнял обязанности директора.
Диссертацию на соискание степени доктора медицинских наук защитил в 1939 году, с 1940 года - профессор. В годы Великой Отечественной войны находился в блокадном Ленинграде. Работал начальником ряда эвакогоспиталей, был назначен на должность заместителя начальника фронтового эвакопункта по медицинской части. С 1951 года и до последних дней своей жизни выполнял обязанности руководителя кафедры лечебной физической культуры и врачебного контроля Государственного института физической культуры им. П. Ф. Лесгафта, по совместительству трудился и в Институте акушерства и гинекологии АМН СССР.
Является автором около 120 научных работ. Анализировал и изучал особенности физического развития и реактивности организма женщины, использование в целях его укрепления физической культуры. Он разработал систему физических занятий для женщин в разные сроки беременности и после родов. Практическое применение в авиационной медицине нашли разработанные и изученные им показатели допуска женщин к полетам на самолетах и прыжкам с парашютом.
Умер 15 марта 1959 года в Ленинграде. Похоронен на Богословском кладбище Санкт-Петербурга.

## Награды
Отмечен государственными наградами:
- два ордена Отечественной войны I и II степени,
- Орден Красной Звезды,
- Медаль "За оборону Ленинграда"
- другие медали.

## Научная деятельность
Труды, монографии:
- Ягунов С.А. Опыт изучения физиологии половой сферы летчиц, планеристок и парашютисток, диссертация, JI., 1938;
- Ягунов С.А. Физкультура во время беременности и в послеродовом периоде, Ленинград, 1959;
- Ягунов С.А. Старцева Л.Н. Лечебная физическая культура в гинекологии, Многотомное руководство по акушерству и гинекологии, под ред. Л. С. Персианинова, т. 4, кн. 1, Москва, 1963, С. 295.